# Народно читалище „Развитие – 1869“ (Разград)
 Тази статия е за читалището в Разград.  За читалището във Враца вижте Народно читалище „Развитие – 1869“ (Враца).  
Народно читалище „Развитие – 1869“ е читалище в Разград.

## История
Читалището е основано през 1869 г. от възрожденския учител, книжовник и общественик Димитър (Димо) Хранов. В него се формират Драматичен театър „Антон Страшимиров“, Разградската филхармония „Проф. Димитър Ненов“, хорът и библиотеката. То осъществява организирането и квалификацията на учителите от Разградската околия. Сред първите задачи на неговите деятели е създаването на библиотечна сбирка. Начало ѝ е поставено през февруари 1870 г. В същата година се състои и първото театрално представление в града. Представени са две заглавия наведнъж. Първо на сцената се играе пиесата „Многострадална Геновева“, а след нея е представена авторската комедия на Димо Хранов „Бабата и дяволът“. От читалището тръгват много музикални инициативи.
На 25 декември 1878 г. се състои първото хорово изпълнение в Разград. Осъществява го ученическият църковен хор, създаден от Павел Каракулаков – образован българин от Бесарабия, възпитаник на Болградската гимназия и с богата музикална култура. Той е един от най-активните деятели на читалището и три мандата е негов председател. Смята се, че неговият ученически хор е историческият предшественик на хор „Железни струни“. Създадените впоследствие оркестри са в основата на появилия се по-късно Разградски симфоничен оркестър, днес Разградска филхармония.
След 18 май 1894 г. в читалището политическа реч държи Константин Стоилов.
Първата кинопрожекция е направена в читалищната зала от предприемчив българин от село Пороище. Читалищното кино не съществува дълго, заради започналите войни. След края им читалището решава да си направи собствено кино. След 9 септември 1944 г. се открива детска музикална школа, започва да функционира първата в града читалищна школа по чужди езици. По-късно се открива балетна школа, има клубове по художествено слово, фото-кино и др.
Академик Анание Явашов е обявен е за почетен член на читалището през 1934 г. Той е председател на читалищното настоятелство в три мандата. По негова инициатива и под негово ръководство са извършени първите по-значителни разкопки на Хисарлъшкото кале край Разград. Резултатите и събраните материали от проучванията са публикувани в Юбилейния сборник на читалище „Развитие“ за 35-годишния юбилей, както и в книгата на Явашев „Разград, неговото археологически и историческо минало“.

## Дейност
Към читалището действат 8 формации с над 160 участника – балетна школа, детска формация „Елбетица“, танцово студио „Калина-Рада“, група за стари градски песни „Блян“, музикална школа „Илия Бърнев“, младежка формация за театър „Импулс“, хор „Железни струни“ и Формацията за автентичен фолклор на местното турско население „Разградските хубавелки“.
Голямата зала на театралната сграда на НЧ „Развитие 1869“ разполага с 535 места, от които 265 на партера и 270 на балкона.